# اوربانو کایرو
اوربانو کایرو (انگلیسی: Urbano Cairo؛ زادهٔ ۲۱ مهٔ ۱۹۵۷) بازیکن فوتبال و کارآفرین اهل ایتالیا است، که در سال ۱۹۹۵ شرکت کایرو کامیونیکیشن را تأسیس کرد.